# Ptychosyrinx nodulosus
Ptychosyrinx nodulosus is een slakkensoort uit de familie van de Turridae. De wetenschappelijke naam van de soort is voor het eerst geldig gepubliceerd in 1791 door Gmelin.